# هایپیکسل

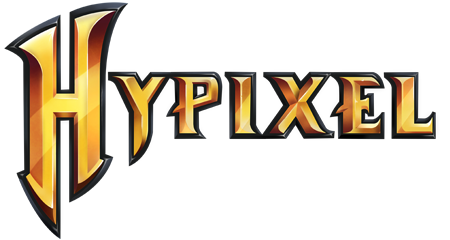
لوگوی هایپیکسل

هایپیکسل، (به انگلیسی: Hypixel) با نام رسمی شبکه هایپیکسل، یک سرور بازی ماینکرفت است که در ۱۳ آوریل ۲۰۱۳ منتشر شد و توسط Hypixel Inc مدیریت و اجرا می‌شود.
این سرور ظرفیت حدوداً ۲۰۰۰۰۰ نفر را دارد و دارای مینی گیم‌هایی مثل بدوارز، دراپر، اسکای وارز و… است. هایپیکسل به‌طور گسترده به عنوان بزرگ‌ترین سرور ماینکرفت فعال در حال حاضر در نظر گرفته می‌شود.
برای ورود به این سرور به حساب اصل ماینکرفت نیاز است و با حساب غیر قانونی نمی‌توان وارد این سرور شد. درآمد این سرور از فروختن رنک به دست می آید.

## سخت افزار
هایپیکسل از نسخه 1.8.9 باکیت استفاده می کند. با پچ کردن این نسخه مشکلات آن را رفع کردند و قابلیت های خودد را به آن اضافه کردند. برای اتصال سرور ها از پروکسی بانجی کورد استفاده می کنند و از دیتابیس MongoDB استفاده می کنند.

## گیم مود ها
سرور هایپیکسل چندین بازی کوچک در خود دارد که گیم مود نامیده می شوند.

### اسکای بلاک
در گیم مود اسکایبلاک هایپیکسل باید از جزیره ای کوچک شروع کنید و جزیره تان را گسترش دهید. همچنین چندین جزیره عمومی وجود دارد که همگی می توانند از آنها استفاده کنند.

### بدوارز
در گیم مود بدوارز باید از تخت خود محافظت کنید و با پل زدن به جزایر دیگر افراد و کندن تخت آنها و کشتن آنها بازی را برنده شوید. همچنین باید از منبع جزیره خود منابعی مثل طلا و آهن و جمع کنید و با پل زدن به جزایر میانی منابعی مثل امرالد(زمرد) و الماس جمع آوری کنید تا بتوانید برای دفاع و حمله ابزارهای لازم را تهیه کنید.

### هوسینگ (خانه داری)
در گیم مود هوسینگ می توان ساخت و ساز و برنامه نویسی انجام داد و یک مینی گیم مود درون هایپیکسل ساخت.